# Obrázky z chatrče a rozmanité poznámky
Obrázky z chatrče a rozmanité poznámky je kniha amerického ekologa Aldo Leopolda z roku 1949.

## Stručný obsah
První část knihy Obrázky z chatrče popisuje autorovo pobývání na chatě či chatrči ve státě Wisconsin. Písečnou farmu koupil pro svou rodinu na místě, které ztratilo dřívější popularitu vlivem neopatrného zacházení s okolní krajinou, která byla v důsledku výrazně pozměněna a zničena. Ve dvanácti kapitolách věnovaných jednotlivým měsícům v roce popisuje proměny v místní fauně a floře. Tato část knihy je psána velmi lehce a nenuceně a vysvětluje jednotlivé procesy v přírodě přístupným jazykem.
Druhá část nese název Rozmanité poznámky a popisuje dlouhodobé autorovo pozorování přírody v dalších amerických státech a dále v Mexiku a Kanadě. Leopold se zde často velmi kriticky vyjadřuje o činnosti ochránců přírody a nevratnosti některých napáchaných škod. Ty jsou velmi často způsobeny lidskou neznalostí a nevšímavostí. Součástí je esej Myslet jako hora, která poukazuje na to, že vybití jednoho druhu (v tomto případě vlka) opomíjí provázanost všech bytostí do řetězce, v němž vynechání sebemenší části může celek nečekaně ovlivnit.
V třetí části Etika země je nejprve pojednáno stručně o potřebnosti etiky pro lidskou spolupráci. Společnosti však dle autora chybí etika zabývající se vztahem člověka k zemi, rostlinám a živočichům na ní žijícím. Kritizuje, že vztah k zemi je založen na ekonomických principech, a cena země se měří materiálním přínosem pro lidi, a ne jako hodnota sama o sobě. Je podle něho třeba více pochopit procesy na zemi a vybudovat v lidech tzv. ekologické svědomí, jež by je nutilo brát na ni větší ohledy. Jazyk a forma třetí části se liší od předchozích jistou formou apelu na čtenáře a jeho jednání.

## Hlavní myšlenky textu
Z celého textu vyzařuje autorovo nadšení přírodou. Příroda je pro autora vždy krásná, podivuhodná, zajímavá, stojí za každodenní trpělivé pozorování. Úžas a údiv obsažený v takovém pozorování staví Leopold do protikladu k pozitivistickému přesvědčení, že vše je poznatelné. I kdybychom to předpokládali, je třeba zvážit, zda by takové poznání bylo přínosné: „Jak nudný by byl svět, ve kterém bychom o husách věděli všechno!“
V tomto směru se Leopold blíží pojetí úcty k životu Alberta Schweitzera, která do značné míry pramení právě z vědomí čehosi, co člověka převyšuje, nad čím musí žasnout a s čím musí zacházet s pokorou. Leopold však tento koncept propojuje s vědeckým pohledem. Umožňuje čtenáři vidět přírodní jevy v širších souvislostech a přirozeném koloběhu života a smrti. Život jediného organismu tak není absolutní hodnotou. Tou se stává celý ekosystém. Výhodou takové myšlenky je schopnost interpretovat jevy, které by jinak byly považovány za pouze destruktivní, stejně jako integrovat do myšlení o životě projevy neživého. Příkladem může být pravidelný cyklus požárů.
Leopold tímto způsobem dále říká, že člověk nemůže být vyňat z přírody. Jen si s nástupem průmyslu není schopen uvědomovat své místo v ekosystému. Vysvětluje také, proč je toto uvědomění důležité. Vztah k přírodě se prohlubuje jejím poznáním. Porozumění pak vede k lepšímu (účelnějšímu, šetrnějšímu...) starání se o přírodu. Ochrana přírody spočívá v prostém faktu respektování jejích přirozených zákonitostí a potřeb (např. potravního řetězce), nikoli v institucionální formě. Leopold kritizuje nejen státní orgány a ochranáře, ale i milovníky přírody, kteří za sebou zanechají silnice, aby se vůbec k přírodě dostali.
Vztah člověka k přírodě tak musí vyplývat z přemýšlení o přírodě v širokých souvislostech, jako o systému vztahů, ne souboru jednotlivostí. Leopold tento způsob myšlení pojmenovává v eseji „Myslet jako hora“. Hora, jistá metafora stálosti, se nepromyšleným zásahem mění na skalnatou poušť. Stálost nespočívá v pevnosti hory, ale v mechanismu vztahů mezi horou a jejími obyvateli. Zmizení jednoho z těchto obyvatel tak naruší danou rovnováhu a výsledkem je rozpad celého systému. Protože hora je součástí krajiny, i tato krajina bude tragédií hory postižena. V konečném důsledku tyto změny pocítí i člověk. V eseji tak Leopold vlastně shrnuje výše zmíněné myšlenky do ucelené formy, která mu zároveň umožňuje demonstrovat jejich praktickou důležitost a je jednoduše srozumitelná.

## Význam a vliv díla
Kniha A Sand County Almanac (v českém vydání pod názvem Obrázky z chatrče a rozmanité poznámky) byla v USA poprvé publikována v roce 1949, rok po nešťastné smrti jejího autora. Aldo Leopold zde přichází se zcela jiným pohledem na environmentální etiku, než jakou jsme mohli znát u Alberta Schweitzera v jeho díle Nauka úcty k životu. Aldo Leopold sice vyslovuje na začátku knihy souhlas s Albertem Schweitzerem a jeho morálním zohledněním každé živé bytosti, ale tento apel dále rozšiřuje až na celé biotické celky. V jeho pojetí etiky jde o „integritu, stabilitu a krásu celého společenství života.“ Smrt a utrpení je pak v jeho pojetí součástí života a dobra celku. V tomto světle lze tedy mluvit o střetu individualistické etiky s holistickým postojem, kterému jde především o dobro celku.

V době vydání této knihy, tedy na přelomu první a druhé poloviny dvacátého století, však Leopoldova holistická etika mnoho přívrženců nezaznamenala. Nejen kvůli tomu, že Obrázky z chatrče jsou psány v podstatě beletristickým stylem a odborná veřejnost byla orientovaná na přísný analytický sloh, ale také proto, že Leopoldovy závěry byly zkrátka nepříjemnou pravdou. Až po tom, co Rachel Carsonová v roce 1962 otřásla Ameriku svou knihou Mlčící jaro, se ekologické hnutí začalo k Leopoldovi přiklánět.
Kniha se po čase stala bestsellerem. Byla přeložena do 12 jazyků a celosvětově se prodalo přes 2 miliony výtisků. Měla ohromný vliv a byla uznána spolu s knihami Walden a Mlčící jaro jedním ze stěžejních titulů a základem amerického ekologického hnutí. Kniha přispěla celou řadou námětů k eko-filosofickému myšlení. Na holistickou koncepci navázal například James Lovelock ve své teorii Gaia. Často užívaným se stal také Leopoldův obrat "myslet jako hora", který byl v poněkud pozměněném významu použit v hlubinné ekologii. Dnes lze Obrázky z chatrče bezpečně zařadit mezi základní díla environmentální etiky.